# Riesling
 Riesling  é uma casta de uva branca da família da Vitis vinifera, originária da região da Alsácia, França, Alemanha e Áustria. Produz vinhos de alta qualidade. Possui também a espécie Vitis Riesling Rosae, mais chamada de Uva Rosada, usada na produção de vinhos rosé.
Variedade de elevada acidez e personalidade marcante, a Riesling Renana, como é conhecida, apresenta melhor desempenho quando não tratada em barris de carvalho. Seus vinhos apresentam potencial de envelhecimento de longo prazo, fator que lhe garante uma vívida acidez e aroma frutado. Além disso, a variedade da uva Riesling apresenta grande adaptabilidade a climas quentes ou frios, sendo mais destacada que a Sauvignon neste quesito. Resulta em vinhos ricos e doces quando da ação de um fungo benéfico no processo de vinificação, denominado de Botrytis cinérea, responsável pela produção da chamada "podridão nobre". 